# The Iron Claw
The Iron Claw ist ein Filmdrama von Sean Durkin. Es handelt sich dabei um eine Filmbiografie, die die Geschichte rund um Profi-Wrestler Fritz von Erich, die von ihm mit seinen Söhnen ab den 1960er Jahren aufgebaute Wrestler-Familiendynastie und von den tragischen Ereignissen im Laufe der Jahre erzählt. Im Film wird Fritz von Erich von Holt McCallany gespielt, während Zac Efron, Jeremy Allen White und Harris Dickinson seine Söhne Kevin, Kerry und David spielen. Der Film kam im Dezember 2023 in die deutschen und US-amerikanischen Kinos.

## Handlung
Die Familie Von Erich, bestehend aus Vater Fritz und den Söhnen Kevin, David, Mike und Kerry, stammt aus Texas und beeinflusst als Wrestlerdynastie diesen Sport maßgeblich.

## Biografisches
Jack Adkisson wurde als Profi-Wrestler Fritz von Erich erst in seiner Heimat Texas und dann auch in Japan zum Star. Auch seine Söhne Kevin, David, Mike, Kerry und Chris stiegen nach und nach in das Familienbusiness ein. Einer von Fritz von Erichs Söhnen, Jack Jr., starb im Alter von sechs Jahren an den Folgen eines Stromschlags. Sein Sohn David kam 1984 bei einem Kampf in Japan ums Leben. Seine Söhne Mike, Kerry und Chris nahmen sich in den folgenden Jahren allesamt das Leben. Fritz von Erich selbst erlag 1997 einem Krebsleiden. Der einzige überlebende Sohn Kevin Von Erich hat sich inzwischen aus dem Wrestling-Geschäft zurückgezogen.

## Produktion

### Filmstab, Besetzung und Dreharbeiten
Regie führte Sean Durkin, der auch das Drehbuch schrieb. Es handelt sich nach Martha Marcy May Marlene  und The Nest – Alles zu haben ist nie genug um seinen dritten Spielfilm als Regisseur.

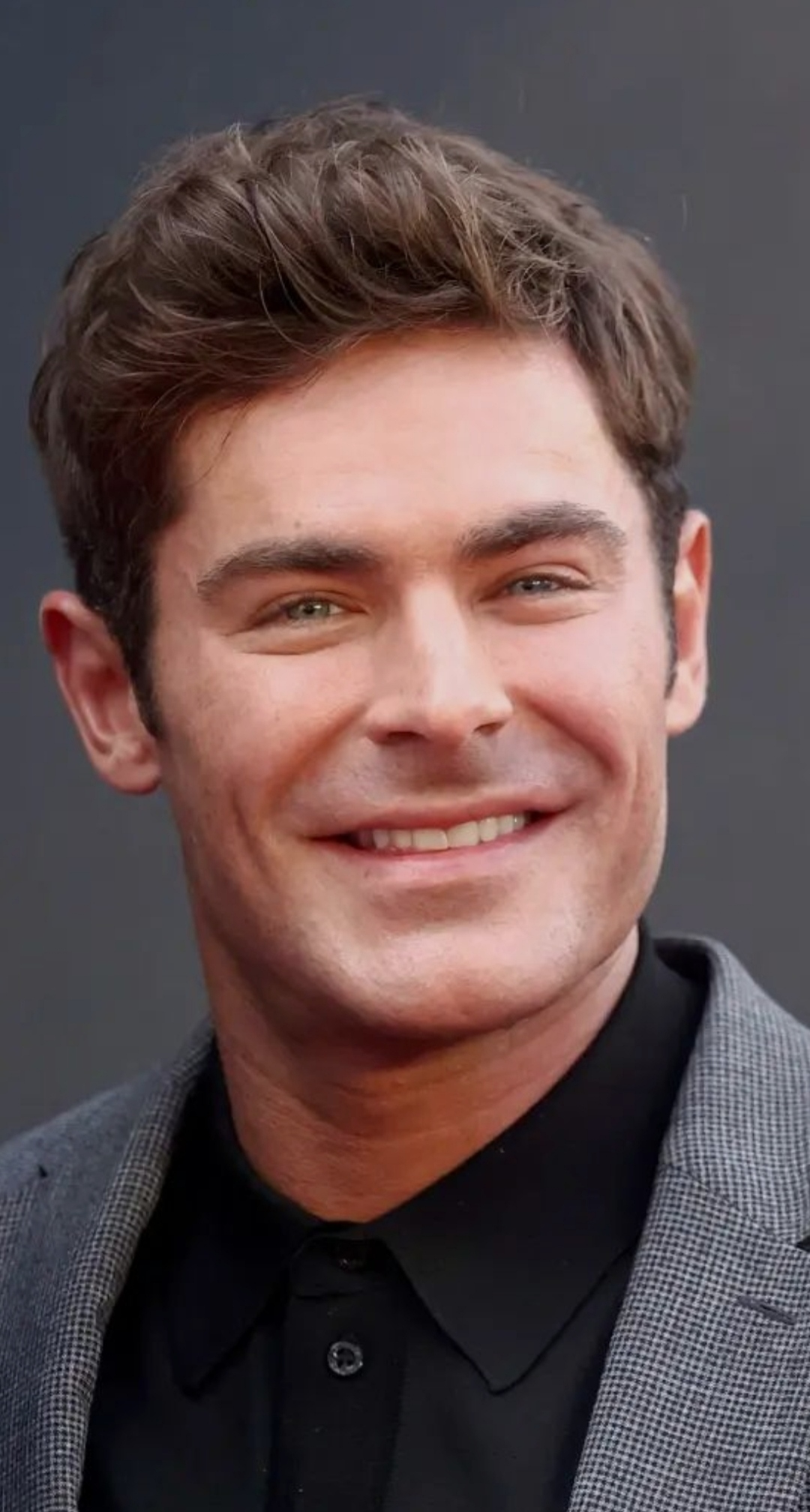
Kevin Von Erich wird von Zac Efron gespielt

Holt McCallany spielt im Film Fritz Von Erich. Zac Efron, Jeremy Allen White, Harris Dickinson und Stanley Simons spielen dessen Söhne Kevin, Kerry, David und Mike. Chris Von Erich, ihr jüngster Bruder, kommt im Film nicht vor. Lily James und Maura Tierney spielen Pam Adkisson und Doris. Der US-amerikanische Wrestler Maxwell Jacob Friedman ist in der Rolle von Lance Von Erich zu sehen. In Nebenrollen spielen Ric Flair, Michael Hayes und Gino Hernandez.
Die Dreharbeiten wurden im Oktober 2022 in Baton Rouge begonnen. Mit dem ungarischen Kameramann Mátyás Erdély arbeitete Durkin bereits für The Nest zusammen.

### Filmmusik, Marketing und Veröffentlichung
Die Filmmusik komponiert Richard Reed Parry, ein Mitglied des Bell Orchestre. Das Soundtrack-Album mit insgesamt 20 Musikstücken wurde am 22. Dezember 2023 von A24 Music als Download veröffentlicht. Anfang Januar 2024 erschien der Song Live That Way Forever als Single.
Der erste Trailer wurde im Oktober 2023 vorgestellt. Die Premiere von The Iron Claw erfolgte am 9. November 2023 in Dallas in Anwesenheit von Kevin Von Erich. Am 21. Dezember 2023 kam der Film in die deutschen und am darauffolgenden Tag in die US-amerikanischen Kinos. Die Veröffentlichung in Deutschland erfolgte unter dem neugegründeten Label A24 | Leonine Studios.

## Rezeption

### Kritiken
Von den bei Rotten Tomatoes aufgeführten Kritiken sind 89 Prozent positiv bei einer durchschnittlichen Bewertung mit 7,7 von 10 möglichen Punkten. Bei Metacritic erhielt der Film einen Metascore von 73 von 100 möglichen Punkten.

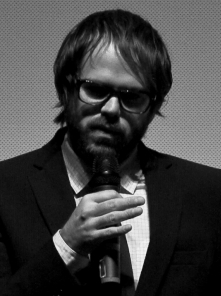
Regisseur Sean Durkin

David Ehrlich von IndieWire schreibt in seiner Kritik, für einen Filmemacher, dessen frühere Spielfilme Martha Marcy May Marlene und The Nest deutlich jede Spur von Sentimentalität vermissen ließen, sei es unerwartet, dass Sean Durkins The Iron Claw vom ersten Moment an eine angespannte Atmosphäre aufweise. Auch wenn der Vater seinen Söhnen ein Konkurrenzdenken eingeimpft habe, liebten die Geschwister Mike, und als Team würden sie sich gegenseitig den Raum und die Zuneigung geben, die ihnen ihr Vater immer vorenthalten hat.
Owen Gleiberman von Variety bemerkt in seiner Kritik, Zac Efron, der Kevin Von Erich spielt, habe für diese Rolle, ähnlich wie Robert De Niro für Wie ein wilder Stier, eine außergewöhnliche physische Veränderung durchgemacht. Er beschreibt seinen Körper als eine Ansammlung von Steroidmuskeln, die er wie eine zweite Haut trägt, und unter seinem abgehackten Pony sehe Efron zwar gut und muskulös aus, aber mit seinen hängenden Augenlidern auch wie eine Mischung aus David Cassidy und Hulk.
In einer Kritik bei Filmstarts wird erklärt, obwohl der sich an der wahren Geschichte der durch Depressionen, Unfälle und Selbstmorde erschütterten Von-Erich-Familie orientierende Film schnell einen tragischen Verlauf nimmt, bleibe ein positiver Unterton, der sich vor allem in einem überraschend optimistischen und gerade deswegen berührenden Finale zeige. Viel sei dem starken Cast zu verdanken, von Efron über den unglaublich charismatischen Harris Dickinson bis hin zu dem immer etwas zu intensiv spielenden Jeremy Allen White. Im Fazit heißt es dort, The Iron Claw sei trotz all seiner Muskeln und seinen stark inszenierten Wrestling-Kämpfen dann am besten, wenn es um kleine menschliche Gesten geht.

### Auszeichnungen
Artios Awards 2024
- Nominierung für das Beste Casting in einem Independent-Filmdrama (Susan Shopmaker & Brent Caballero)[21]

Austin Film Critics Association Awards 2023
- Nominierung als Bester Film
- Nominierung als Bester Stunt Coordinator (Chavo Guerrero, Jr.)[22]

Boston Society of Film Critics Awards 2023
- Drittplatzierter in der Kategorie Best Ensemble Cast[23]

Guild of Music Supervisors Awards 2024
- Nominierung für die Beste Music Supervision – Filme mit einem Budget von unter 25 Millionen US-Dollar (Lucy Bright)[24]

National Board of Review Awards 2023
- Aufnahme in die Top-Ten-Filme
- Auszeichnung für das Beste Schauspielensemble[25]

San Diego Film Critics Society Awards 2023
- Nominierung als Bester Schauspieler (Zac Efron)[26]

St. Louis Film Critics Association Awards 2023
- Nominierung für die Besten Stunts (Chavo Guerrero Jr.)[27]

### Einspielergebnisse
Der Film spielte am Eröffnungswochenende 4,9 Millionen US-Dollar ein. The Iron Claw gehört mit einem Einspielergebnis von 31,8 Millionen US-Dollar zu den zehn erfolgreichsten A24-Filmen.

## Synchronisation
Die deutschsprachige Synchronisation entstand nach einem Dialogbuch und der Dialogregie von Peter Woratz im Auftrag der FFS Film- & Fernseh-Synchron GmbH in München.
| Rolle           | Darsteller             | Synchronsprecher   |
| --------------- | ---------------------- | ------------------ |
| Kevin Von Erich | Zac Efron              | Daniel Schlauch    |
| Kerry Von Erich | Jeremy Allen White     | Patrick Roche      |
| Mike Von Erich  | Stanley Simons         | Mio Lechenmayr     |
| David Von Erich | Harris Dickinson       | Sebastian Kempf    |
| Fritz Von Erich | Holt McCallany         | Mike Carl          |
| Bill Mercer     | Michael Harney         | Gerhard Jilka      |
| Bruiser Brody   | Cazzey Louis Cereghino | Alexander Wohnhaas |
| Doris Von Erich | Maura Tierney          | Susanne von Medvey |
| Harley Race     | Kevin Anton            | Stefan Lehnen      |
| Gino Hernandez  | Ryan Nemeth            | Nils Kreutinger    |
| Jerry           | Terry J. Nelson        | Michael A. Grimm   |
| Pam Adkisson    | Lily James             | Maren Rainer       |
| Ric Flair       | Aaron Dean Eisenberg   | Stefan Günther     |
| Ringansager     | Scott Innes            | Thomas Albus       |
| Tania           | Chelsea Edmundson      | Julia Gruber       |